# Rylands-papirusz

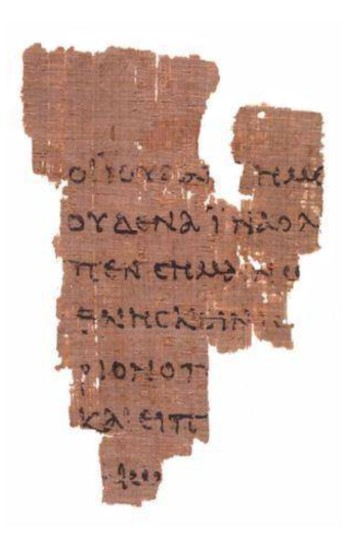
A Ryland-papirusz

A Rylands-papirusz: a legkorábbi fennmaradt újszövetségi kézirat, ami 125 körül készült Egyiptomban. János evangélista apostol evangéliumának egy töredékét őrzi meg.
Arthur S. Hunt és  Bernard P. Grenfell fedezte fel a 19. század végén a Nílus-völgy közelében lévő szemétkupacokon. Roberts feltételezte, hogy a papiruszdarab nagyon régi.
1920-ban, mialatt a leleteket katalogizálták, Grenfell később talált még töredékeket, melyeket ugyancsak Egyiptomban talált. Megvette a töredékeket a manchesteri John Rylands Könyvtár számára.
Mindkét férfi meghalt mielőtt elkészült volna a katalógus. Colin H. Roberts fejezte be a műveletet.
Az íráskép és az íráselemek megvizsgálása után kiderült, hogy a töredék az i. sz. második század első felében keletkezett, azaz néhány évtizeddel János apostol halála után. 